# Erannis teriolensis
Erannis teriolensis là một loài bướm đêm trong họ Geometridae.